# Granada (videogioco)
Granada (グラナダ?, Guranada) è un videogioco sviluppato da Wolf Team e pubblicato da Telenet Japan nel 1990 per Sharp X68000. Convertito per Sega Mega Drive, il videogioco è stato distribuito anche nel mercato americano.

## Trama
Ambientato nel 2016, il protagonista del videogioco è il tiratore scelto Leon Todo che controlla un mezzo corazzato denominato Granada.

## Modalità di gioco
Dal gameplay simile a Jackal, Granada è composto da sei livelli di gioco, più uno aggiuntivo presente nella versione per Mega Drive. In ogni quadro il giocatore deve distruggere tutti gli avversari prima di poter affrontare un boss.